# Żelazowa Wola
Żelazowa Wola je selo u Poljskoj i nalazi se 60 km zapadno od Warszawe. Selo ima 65 stanovnika a prvi put spominje u 16. stoljeću. U mjestu je rođen Frederic Chopin. U njegovoj rodnoj kući se nalazi muzej.